# Larissa Turtschinskaja
Larissa Turtschinskaja (russisch Лариса Турчинская, Geburtsname Никитина – Nikitina, engl. Transkription Larisa Turchinskaya; * 29. April 1965 in Kostroma) ist eine ehemalige russische Siebenkämpferin, die 1989 mit 7007 Punkten einen Europarekord aufstellte.
Sie übertraf 1983 erstmals die 6000-Punkte-Marke, 6276 Punkte genügten aber nur zu Platz 8 bei den Sowjetischen Meisterschaften. 1987 gewann sie mit 6414 Punkten erstmals die Sowjetische Meisterschaft. Bei den Leichtathletik-Weltmeisterschaften 1987 in Rom gewann sie mit 6564 Punkten die Silbermedaille hinter Jackie Joyner-Kersee. 1988 konnte sie sich als Fünfte der Sowjetischen Meisterschaften nicht für die Olympischen Spiele qualifizieren.
Im Juni 1989 gewann sie bei den Sowjetischen Meisterschaften in Brjansk mit neuem Europarekord von 7007 Punkten, einer Punktzahl, die bis dahin nur Joyner-Kersee übertroffen hatte. Der Europarekord wurde erst bei den Weltmeisterschaften 2007 in Osaka von Carolina Klüft überboten. Im Juli 1989 gewann Turtschinskaja mit 6875 Punkten beim Europacup der Mehrkämpfer und einen Monat später siegte sie mit 6847 Punkten bei der Universiade in Duisburg.
Am 23. Juli 1990 belegte sie bei den Goodwill Games in Seattle Platz 2 hinter Jackie Joyner-Kersee. Turtschinskaja wurde aber nachträglich wegen Dopings disqualifiziert und für zwei Jahre gesperrt.
Bis 1990 war Turtschinskaja für die Sowjetunion angetreten, bei ihrer Rückkehr 1993 startete sie für Russland. 1993 qualifizierte sie sich als Zweite der Russischen Meisterschaften mit 6415 Punkten für die Weltmeisterschaften in Stuttgart. Dort gab sie aber nach sechs Disziplinen auf.
1994 gewann sie bei den Russischen Hallenmeisterschaften im Fünfkampf und wurde 14 Tage später Halleneuropameisterin in Paris. In der Freiluftsaison wurde sie mit 6596 Punkten Zweite hinter Sabine Braun beim Mehrkampf-Meeting Götzis. Dies sollte ihr bester Siebenkampf nach Ablauf ihrer Sperre bleiben. Sie belegte bei den Goodwill Games in St. Petersburg den zweiten Platz und wurde bei den Leichtathletik-Europameisterschaften in Helsinki mit 6311 Punkten Vierte, nur 11 Punkte von der Bronzemedaille der Polin Urszula Włodarczyk entfernt. In ihrem letzten 6000-Punkte-Siebenkampf belegte sie im September in Talence den dritten Platz mit 6294 Punkten.
Insgesamt gelangen Turtschinskaja in ihrer Karriere 26 Siebenkämpfe mit mehr als 6000 Punkten. 
Sie hatte bei einer Körpergröße von 1,77 m ein Wettkampfgewicht von 70 kg.